# Fastweb
Fastweb S.p.A. és una empresa italiana de telecomunicacions especialitzada en telefonia terrestre i connexions de banda ampla; forma part del grup de comunicacions suís Swisscom AG. A Itàlia opera en el sector de la telefonia mòbil 4G com a operador virtual sota la xarxa TIM.
En nombre de clients, és el tercer operador de telefonia fixa a Itàlia (11,5% del mercat a 30/06/2016) després de TIM i Wind. L'empresa va cotitzar a la borsa de Milà l'any 2000, però l'any 2011 les accions es van retirar després de l'OPA de Swisscom.